# Tirol (Südtirol)
Tirol, meist der Eindeutigkeit halber Dorf Tirol genannt ([tiˈroˑl]; italienisch Tirolo), ist eine italienische Gemeinde mit 2497 Einwohnern (Stand 31. Dezember 2023) bei Meran im Burggrafenamt in Südtirol.

## Geographie

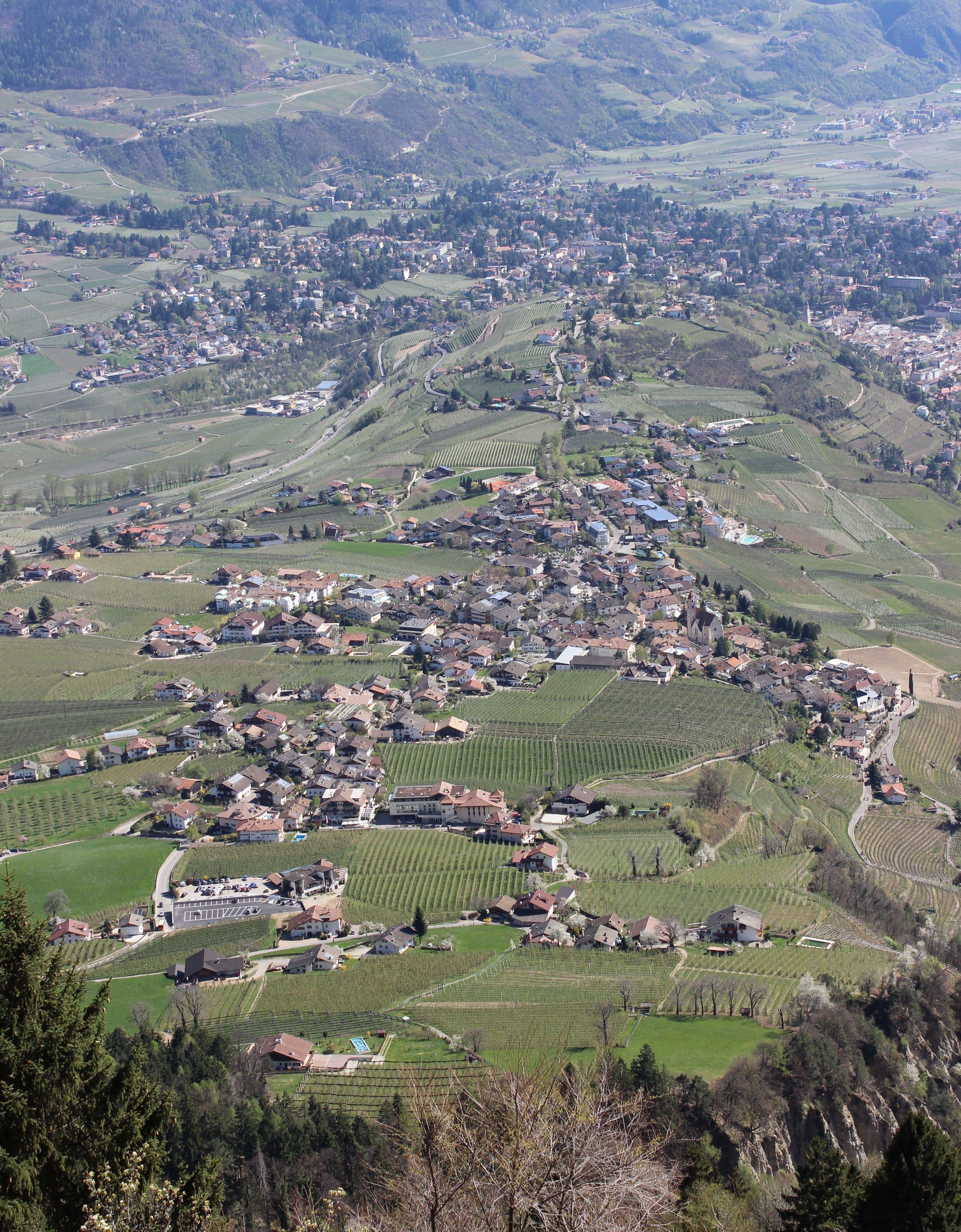
Dorf Tirol von den Muthöfen aus gesehen

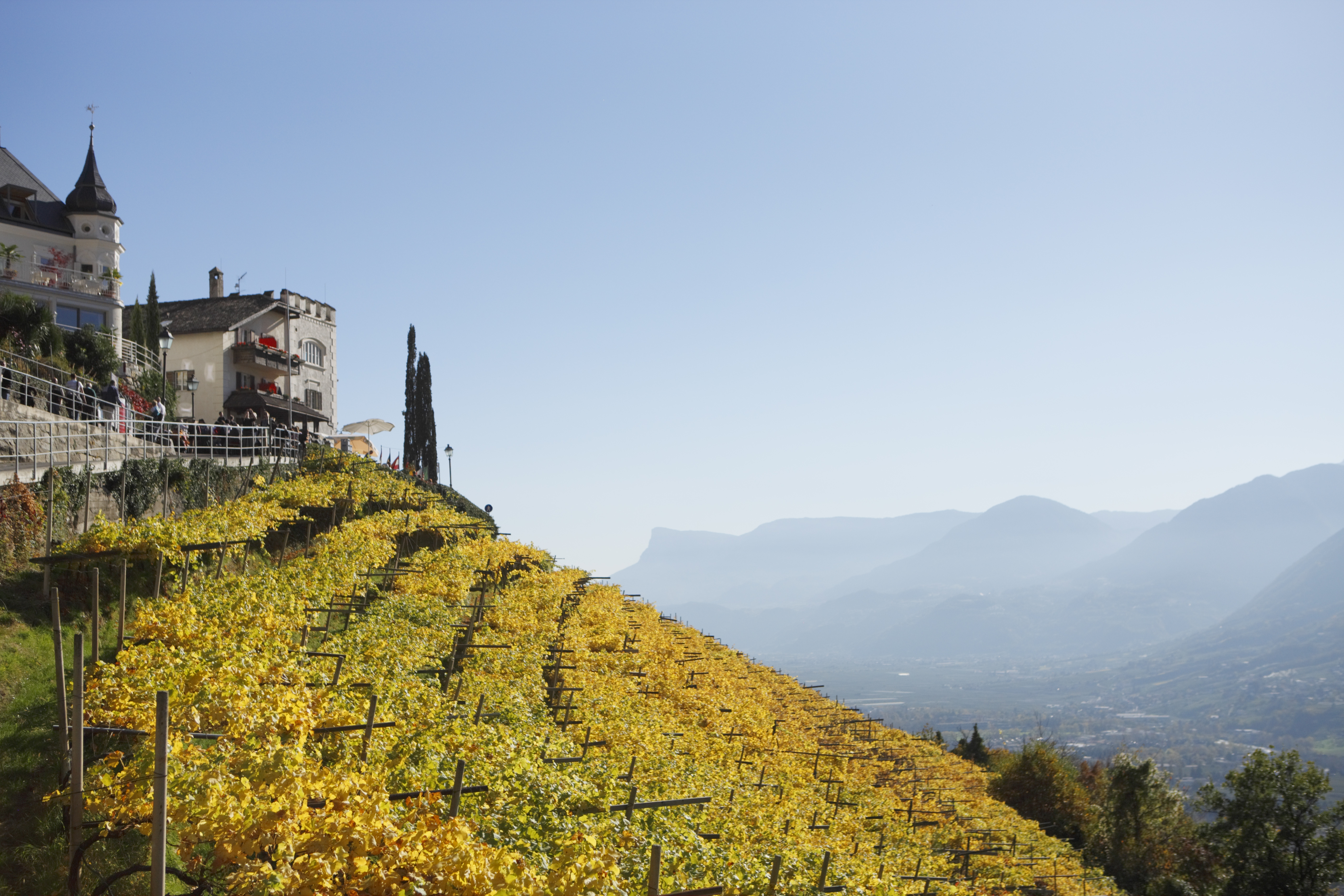
Die Umgebung von Tirol wird unter anderem von Weinterrassen wie dieser geprägt

Die Gemeinde Tirol befindet sich im Burggrafenamt. Der Großteil der Siedlungsflächen liegt auf dem Rücken des Küchelbergs, der als südöstlichster Ausläufer der Texelgruppe den Meraner Talkessel im Etschtal nordseitig begrenzt und den Ausgang des Passeiertals westseitig begleitet. Der Rücken weist von seinem untersten Abschnitt, dem etwa 350–400 m hoch gelegenen Zenoberg direkt über der Meraner Altstadt, bis zum Ortszentrum von Tirol auf 590 m nur mäßige Steigungen auf. Dahinter gewinnt das Gelände rasch an Höhe. An den steilen Flanken der das Gebiet überragenden Mutspitze (2291 m) bilden die Muthöfe (1100–1500 m) die höchstgelegenen Siedlungspunkte. Jenseits hinter der Mutspitze erstreckt sich das Gemeindegebiet über das Spronser Tal, ein Hochgebirgstal, das tief in die zu den Ötztaler Alpen gerechnete Texelgruppe hineinführt. Über dem Talschluss mit den Spronser Seen erreicht Tirol unter anderem die Gipfelpunkte des Tschigat (2998 m) und der Spronser Rötelspitze (2625 m). Entwässert wird das in weiten Teilen im Naturpark Texelgruppe unter Schutz gestellte Gebiet durch den Spronser Bach, der das Tal in südöstliche Richtung durchfließt, um schließlich im unteren Passeiertal unter dem Küchelberg in die Passer einzumünden.

## Geschichte
Auf der Texelgruppe im Umfeld der Spronser Seen finden sich einige prähistorische Kultplätze, ebenso auf dem Mutkopf und dem Segenbühel.
Die dörfliche Ortssiedlung, jünger als Schloss Tirol, ist ersturkundlich 1158 als vicus Tyrâle in einer Aufzeichnung von St. Georgenberg genannt, sowie in weiterer Folge als Tyrol (1191) und Tirol (1335) bezeugt. Über die Bedeutung gibt es viele Vermutungen, -alis ist jedenfalls ein bekanntes indogermanisches Suffix. Die Ortsgeschichte ist sichtbar geprägt von der gleichnamigen Burg, dem ehemaligen Sitz der Grafen von Tirol. Um 1140 nannten sich die Grafen von Vinschgau erstmals Grafen von Tirol und strebten nach der Macht über das Land. Hoch über dem Etschtal gelegen, entstand in mehreren Phasen die bedeutendste Burganlage des Landes als Symbolbau kaiserlicher Gesinnung im Machtkampf zwischen Kaiser und Papst. Als Geburtsjahr der Grafschaft Tirol (dominium comitis Tyrolis) gilt das Jahr 1248. Von hier aus trieb Meinhard II. von Görz-Tirol jene politische Vision voran, die das „Land der Gebirge“, wie Tirol damals hieß, zu einem inneralpinen Passstaat werden ließ.
Die Tiroler Landesordnung ist noch heute im Schloss zu besichtigen, ebenso eine der ersten bildlichen Darstellungen des Tiroler Adlers, wie er heute noch im Landeswappen Tirols zu finden ist. Im 15. Jahrhundert endete die goldene Zeit von Schloss Tirol, nachdem die Residenz von Meran nach Innsbruck verlegt worden war. Es begann der Verfall des Schlosses, das zeitweise auch als Steinbruch genutzt wurde.
Im Zuge der Annexion Südtirols durch die Bayern wurde das Schloss zu einem geringen Preis versteigert. Die Stadt Meran erwarb es im 19. Jahrhundert und verschenkte es später an Kaiser Franz. Nach dem Ersten Weltkrieg ging Schloss Tirol in den Besitz des italienischen Staats über, 1974 ging es zurück an das Land Südtirol. 1990 übernahm schließlich der Verwaltungsrat des Südtiroler Landesmuseums für Archäologie die Leitung von Schloss Tirol, das heute die Wirkungsstätte des Südtiroler Museums für Kultur- und Landesgeschichte ist.
Die Gemeinde gehörte bis zum Ende des Ersten Weltkriegs zum Gerichtsbezirk Meran und war Teil des Bezirks Meran. Heute ist sie Teil der Bezirksgemeinschaft Burggrafenamt.

## Politik

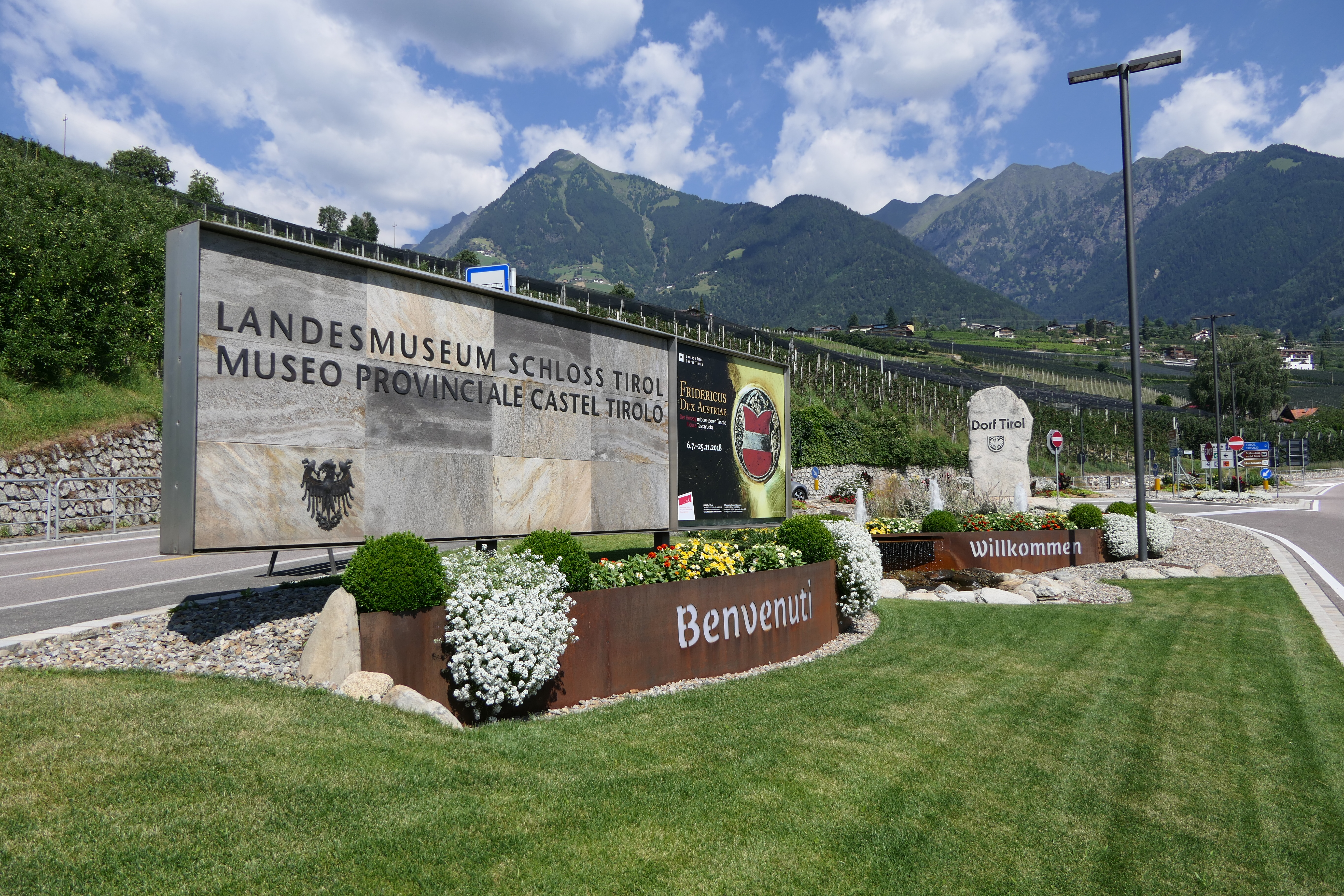
Zufahrt nach Tirol aus dem Passeiertal

### Bürgermeister
Bürgermeister seit 1952:
- Alois Elsler: 1952–1969
- Josef Schnitzer: 1969–1984
- Alois Walzl: 1984–1985
- Ignaz Ladurner: 1985–2010
- Elisabeth Laimer: 2010–2015
- Erich Ratschiller: 2015–2025
- Christoph Pircher: seit 2025

### Wappen
| Wappen von Tirol | Blasonierung: „In Silber ein nach rechts gekehrter roter Adler, golden bewehrt und mit goldenen Flügelspannen, überhöht von einem grünen Lindenzweig.“ |
| Wappen von Tirol | Wappenbegründung: In Tirol liegt die Gründungsburg der Grafen von Tirol, wo auch die ältesten erhaltenen Darstellungen des Tiroler Adlers zu finden sind. Somit führte auch das Dorf den Adler in seinem Wappen. Zur Unterscheidung vom Land Tirol bzw. Südtirol wurde 1970 der Lindenzweig, der von der Zenoburg stammt, hinzugefügt. |

## Bevölkerung
Tirol ist gemäß den erhobenen Sprachgruppenzugehörigkeitserklärungen bzw. Sprachgruppenzuordnungserklärungen eine weitgehend deutschsprachige Gemeinde. Als Berechnungsgrundlage der folgenden Prozentwerte wurden die gültigen Erklärungen von Personen mit italienischer Staatsbürgerschaft herangezogen.
| Sprache     | 1981    | 1991    | 2001    | 2011    | 2024    |
| ----------- | ------- | ------- | ------- | ------- | ------- |
| Deutsch     | 97,54 % | 98,28 % | 97,69 % | 96,89 % | 96,13 % |
| Italienisch | 2,21 %  | 1,21 %  | 2,13 %  | 2,89 %  | 3,78 %  |
| Ladinisch   | 0,25 %  | 0,51 %  | 0,18 %  | 0,22 %  | 0,09 %  |

## Bildung
In der Gemeinde gibt es eine Grundschule und eine Mittelschule für die deutsche Sprachgruppe.
Von 1928 bis 1997 bestand im Dorf mit dem „Johanneum“ eine bischöfliche Privatschule.

## Kultur und Sehenswürdigkeiten

### Bauwerke

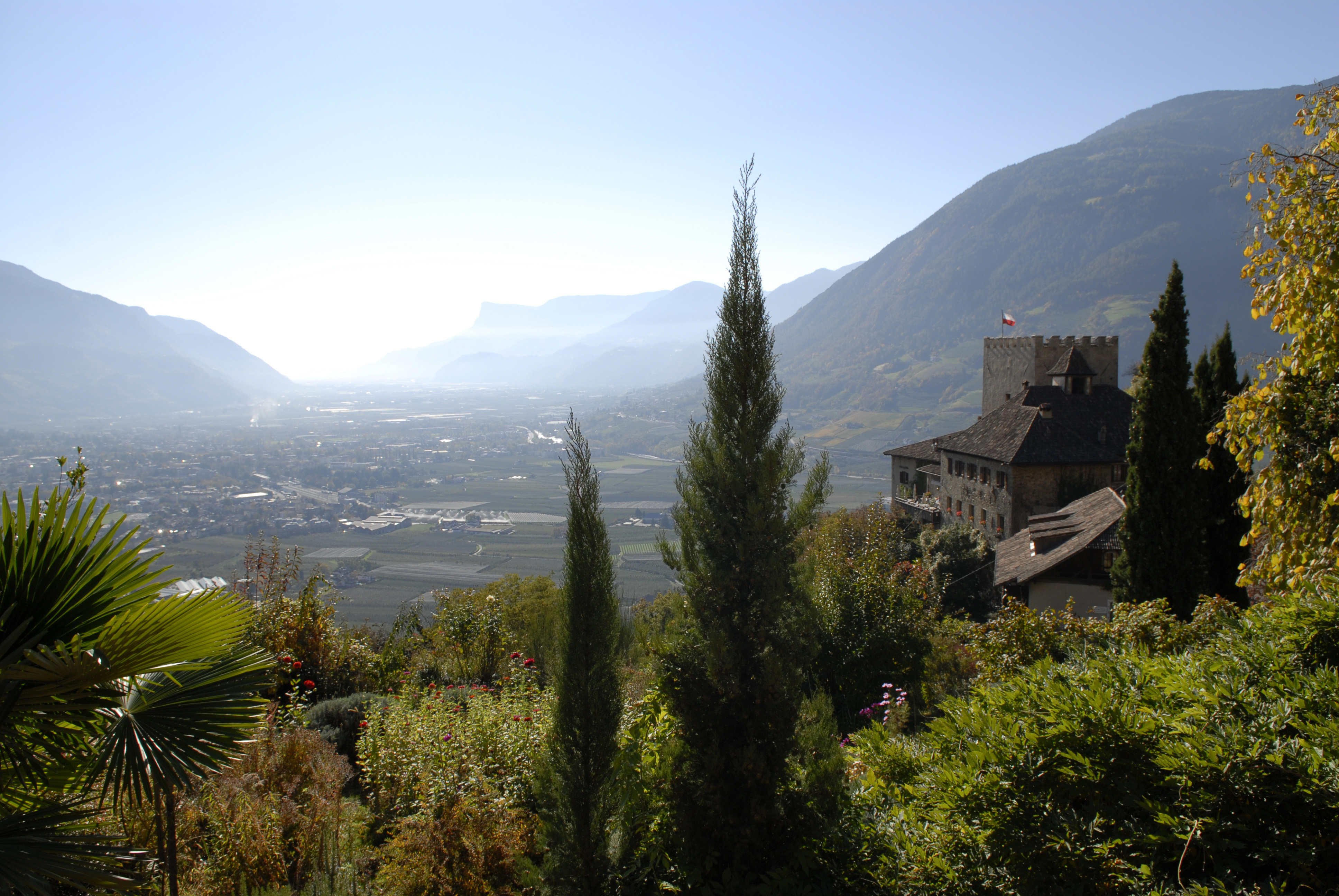
Blick auf Burg Thurnstein

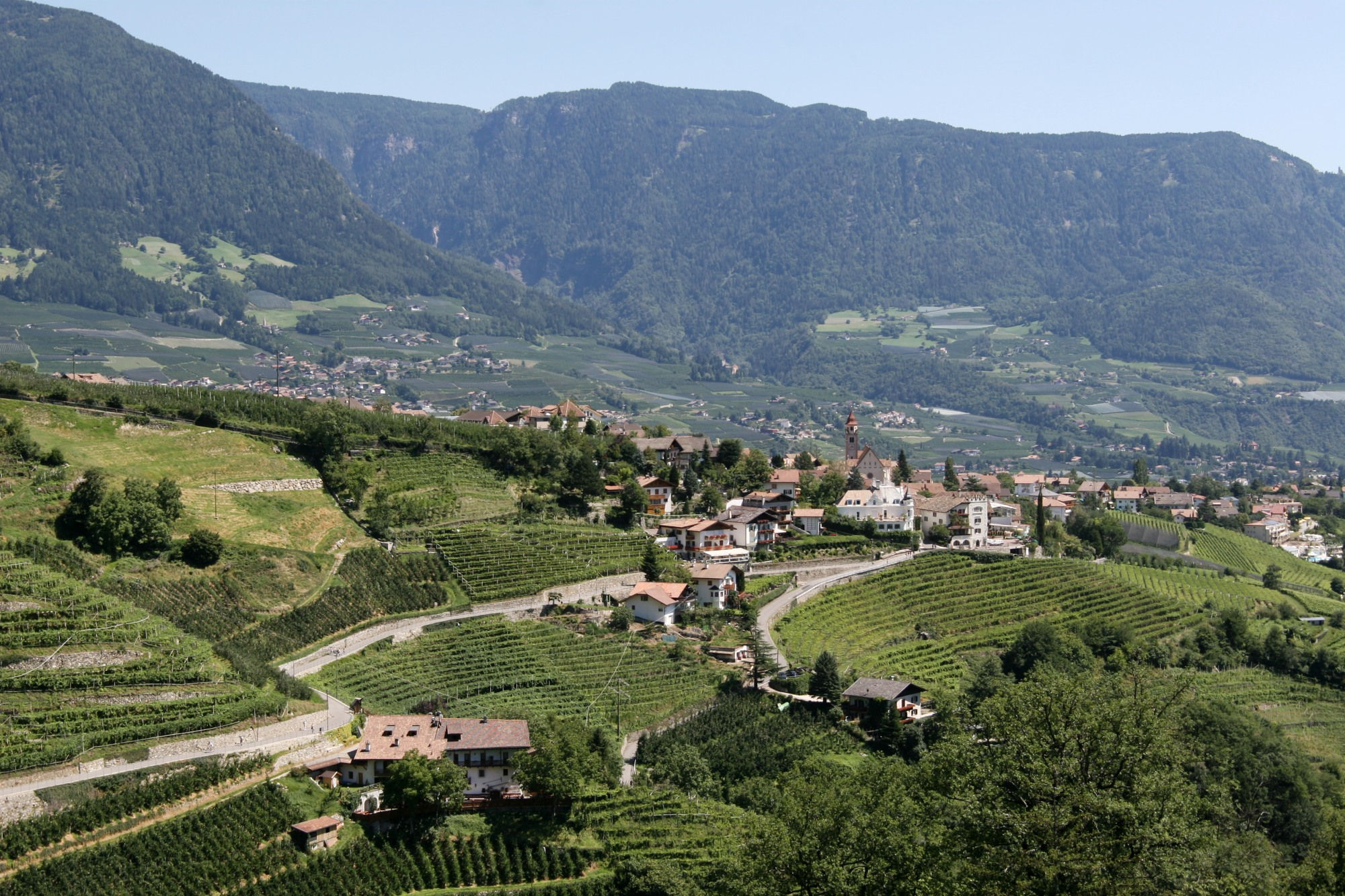
Tirol und Umgebung

Die Pfarrkirche von Tirol ist die älteste Missions- und Johannes-Taufkirche der Umgebung und wurde zunächst im romanischen Stil gehalten, später aber um einen hochgotischen Chor erweitert. Vor allem der Taufstein aus weißem Laaser Marmor und die Kirchenorgel mit einer großen Anzahl alter Holz- und Metallpfeifen sind bedeutende Einzelobjekte.
Die kleine Pfarrkirche St. Peter ob Gratsch weist historische Details wie Fresken aus der romanischen Stilepoche und Malereien vorgotischer und gotischer Zeit auf.
Bei St. Ruprecht handelt es sich um eine ursprünglich romanische, später gotisch erweiterte Kirche.
Das Johanneum war ein bischöfliches Studentenkonvikt in Tirol, das von 1840 bis 2001 bestand und seit 1856 nach seinem Gründer Johann Nepomuk von Tschiderer Johanneum hieß.
In dem hoch über dem Etschtal gelegenen Schloss Tirol befindet sich das Südtiroler Landesmuseum für Kultur- und Landesgeschichte, das einen Überblick über die ersten Besiedlungen der Alpenregion ab dem 7. Jahrhundert v. Chr. gibt. Unter anderem können eine aus der Bronzezeit noch völlig intakte Schmelzofenanlage sowie die älteste Tiroler Glasmalerei besichtigt werden.
Am Burghügel von Schloss Tirol befindet sich das Pflegezentrum für Vogelfauna. Verletzte Wildvögel bekommen hier fachgerechte Pflege, bis sie nach ihrer Genesung wieder in die Freiheit entlassen werden. Zweimal täglich finden Flugvorführungen statt: Falken, Adler, Geier, Eulen und Bussarde stellen ihre Flugkünste unter Beweis und fliegen auch dicht über den Köpfen der Zuschauer dahin.
Die Brunnenburg wurde im 13. Jahrhundert auf einem Glazialschuttkegel zwischen Dorf und Schloss Tirol erbaut. Zu Beginn des 20. Jahrhunderts wurde die Burg restauriert und beherbergt heute nicht nur ein Südtiroler Bauernwerk-Museum, sondern dient darüber hinaus oftmals als Rahmen für Schlusskonzerte und Dichterlesungen.
Auf dem Spielplatz in dem am Ortseingang gelegenen Burglehenpark steht ein stählernes Pferd namens „Jakob“, das vom Rittner Künstler Franz Messner als Mischung aus Kunstwerk und Spielgerät konstruiert wurde und allen Kindern dieser Erde gewidmet wurde.

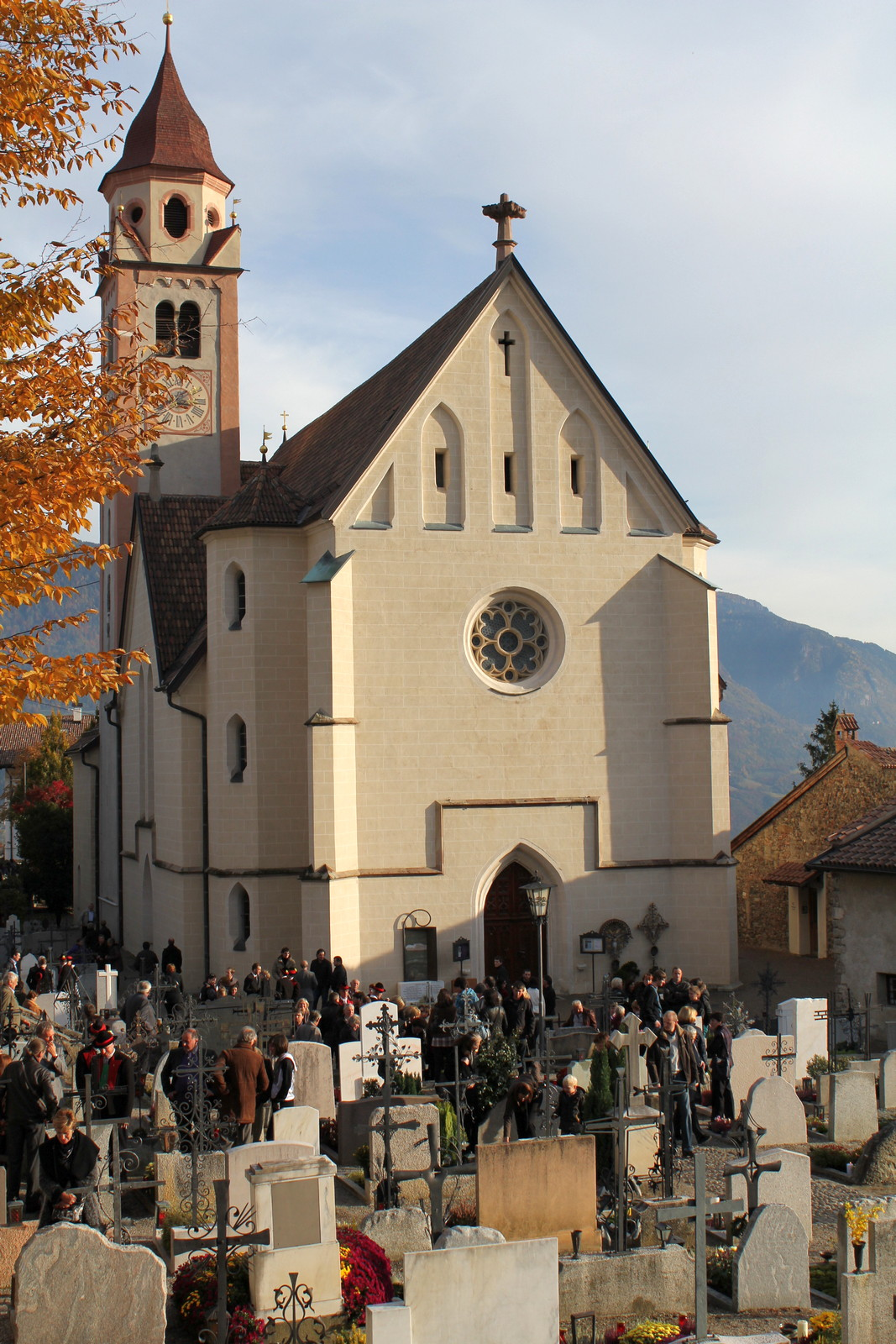
Pfarrkirche mit Friedhof zu Allerheiligen
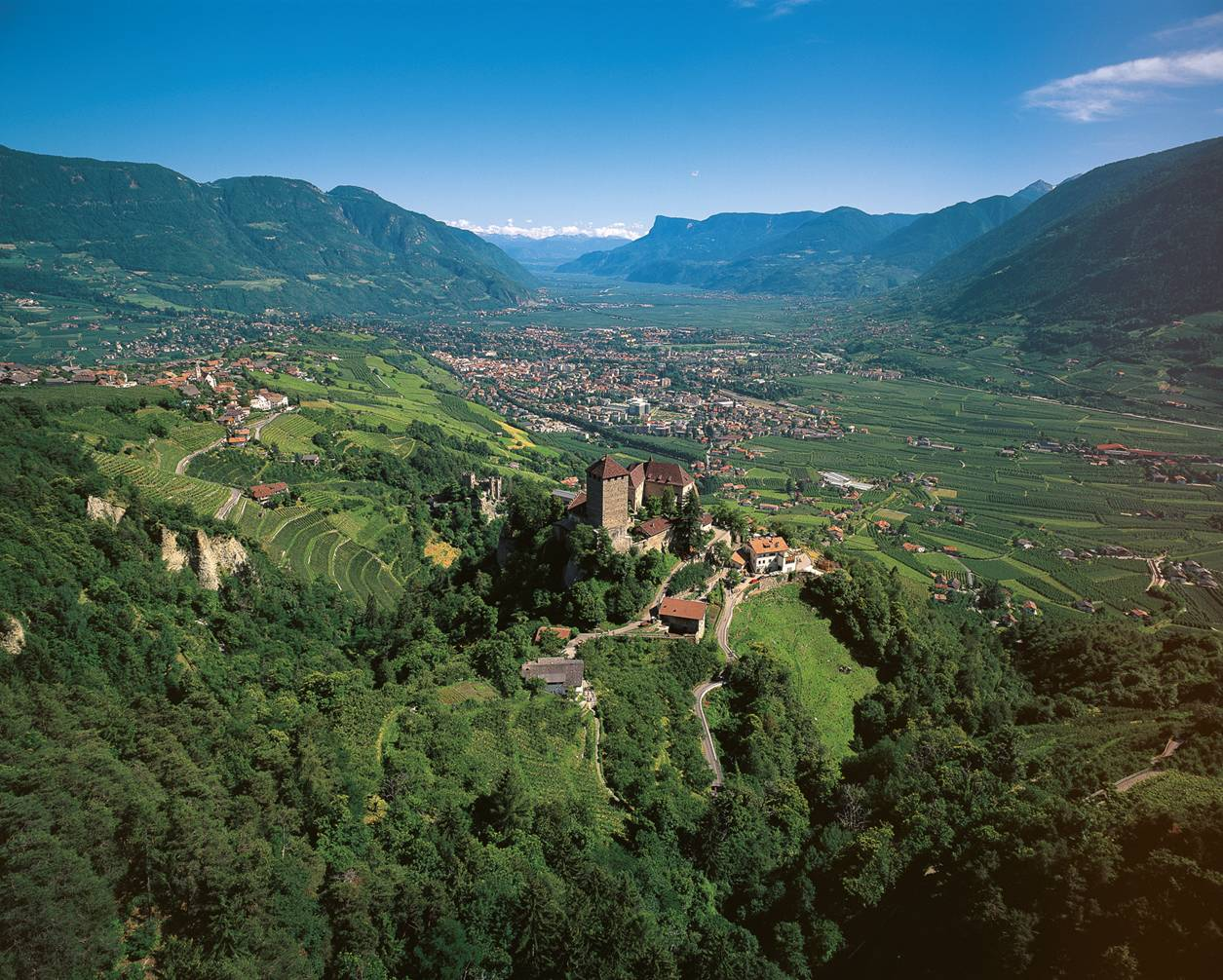
Schloss Tirol mit Meran im Hintergrund
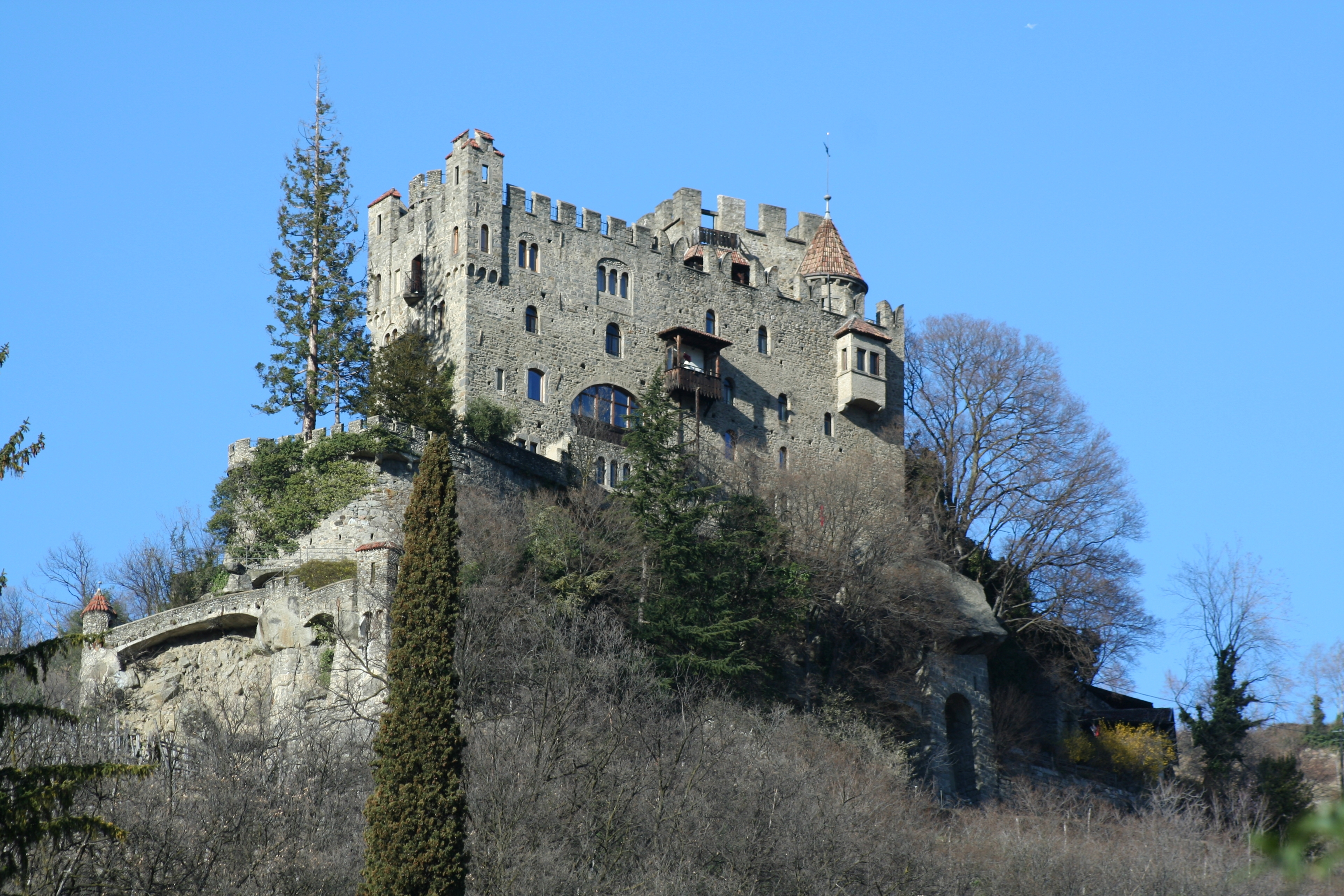
Brunnenburg
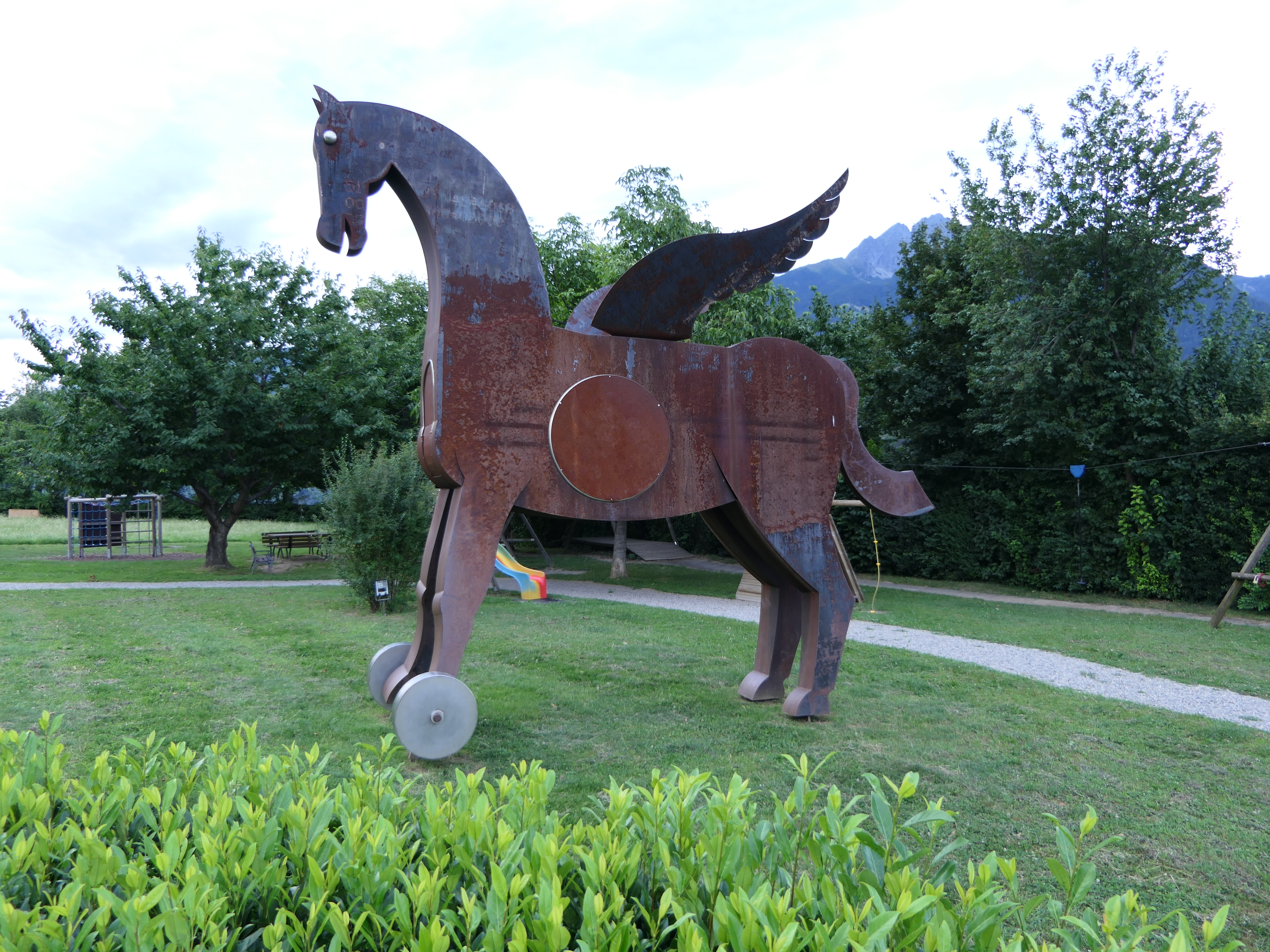
Pferd "Jakob" im Burglehenpark

### Wandern
Ein gut markiertes, 70 Kilometer langes Wegenetz mehrerer Schwierigkeitsgrade steht Wanderern in der Gebirgslandschaft zur Verfügung. Zudem laden Themenwege wie der Apfel-, Wein- oder Panoramaweg zu ausgedehnten Spaziergängen ein.
Auf dem Meraner Höhenweg kann Südtirols größter Naturpark Texelgruppe in mehreren Tagesetappen umwandert werden. Im Norden ist mit 2895 Metern der höchste Punkt des Meraner Höhenwegs erreicht. Je nach Ausdauer und Etappenlänge dauert eine komplette Rundwanderung zwischen drei und acht Tagen. Unterwegs finden sich in regelmäßigen Abständen Gaststätten und Schutzhütten, die für das leibliche Wohl der Wanderer sorgen und Schutz vor Wind und Wetter bieten. Darüber hinaus besteht im niedriger gelegenen südlichen Teil an verschiedenen Punkten immer wieder die Möglichkeit, ins Tal abzusteigen.

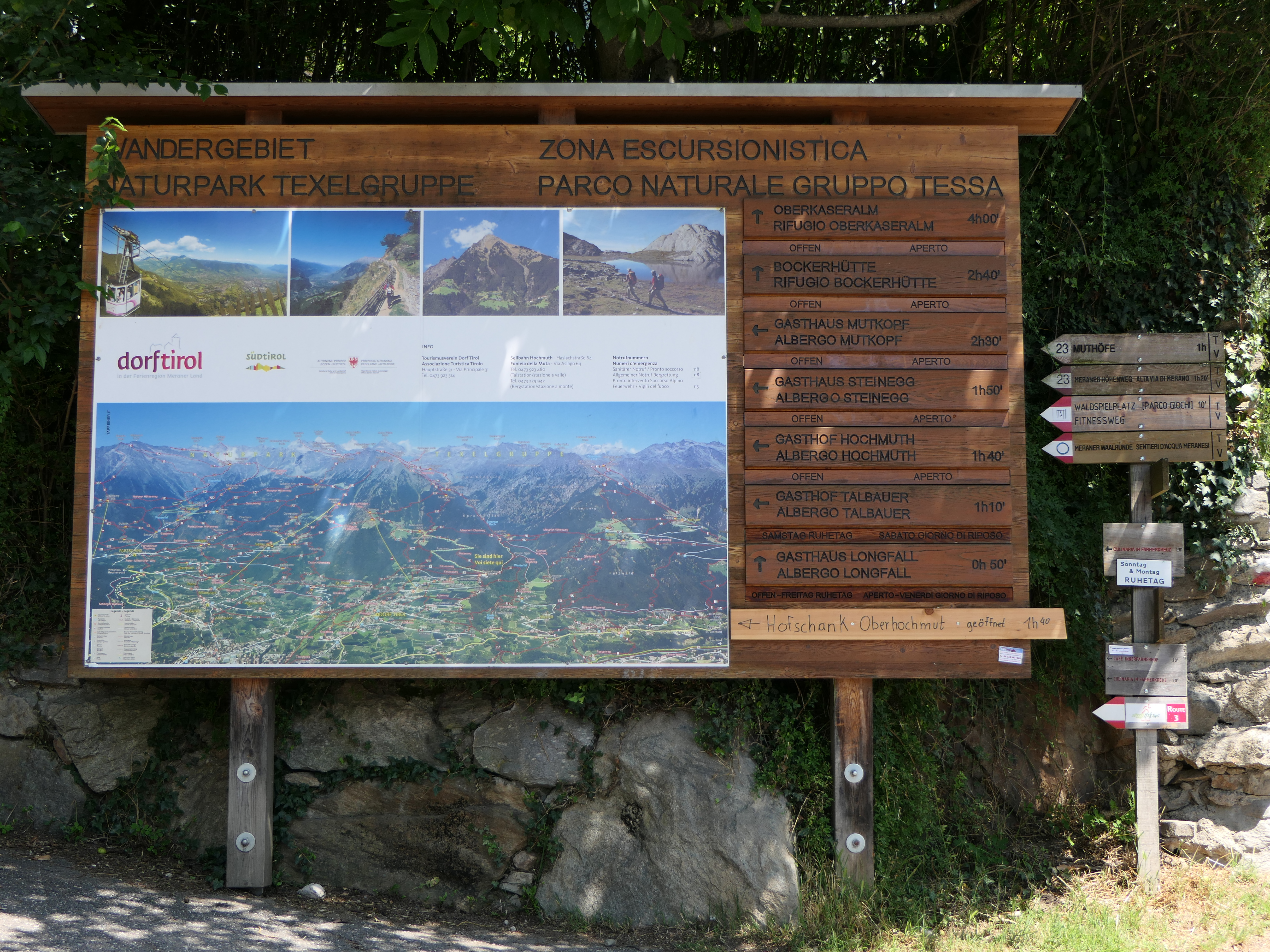
Wandertafel am Tiroler Kreuz
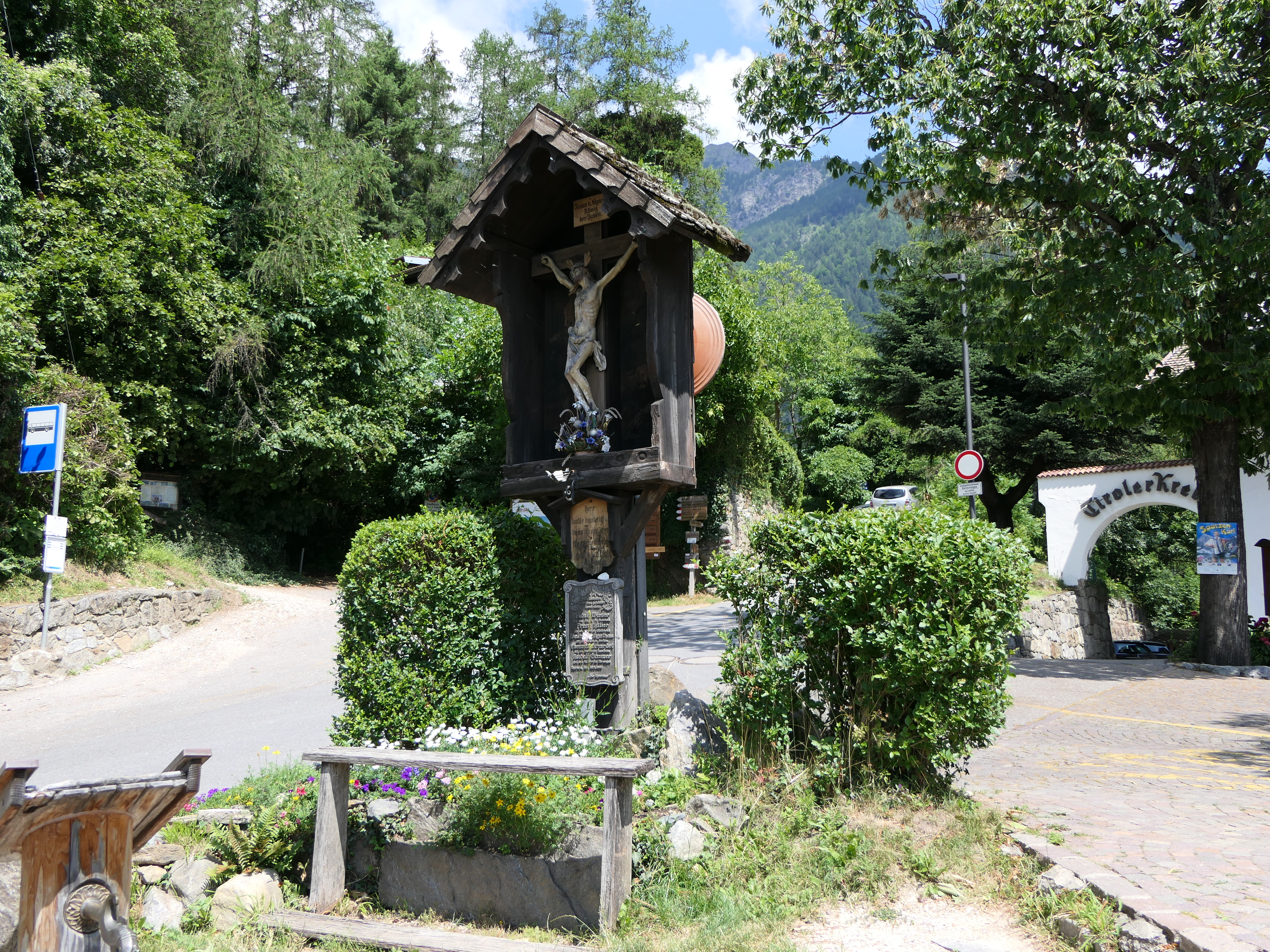
Tiroler Kreuz
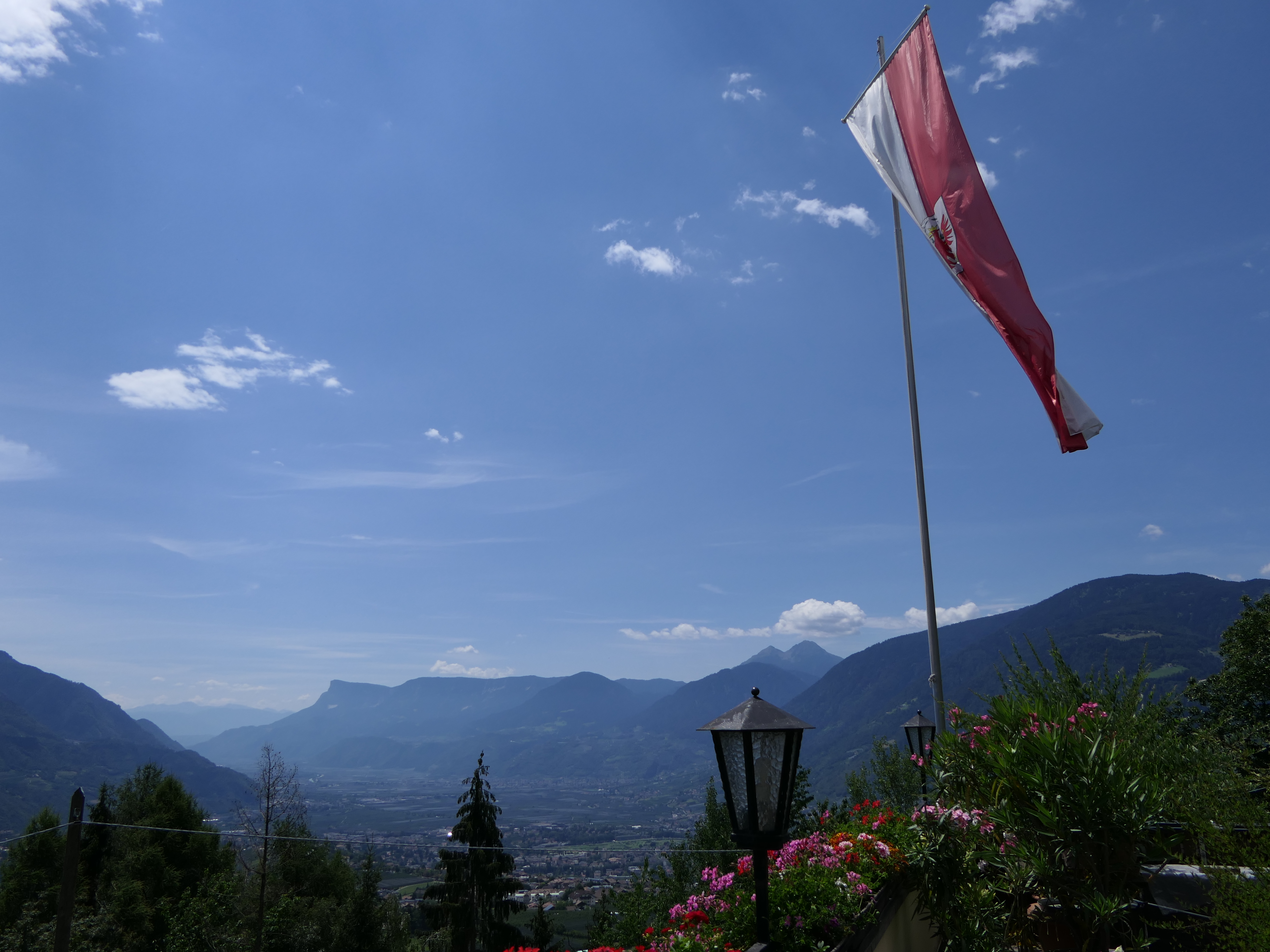
Aussicht ins Etschtal vom Tiroler Kreuz
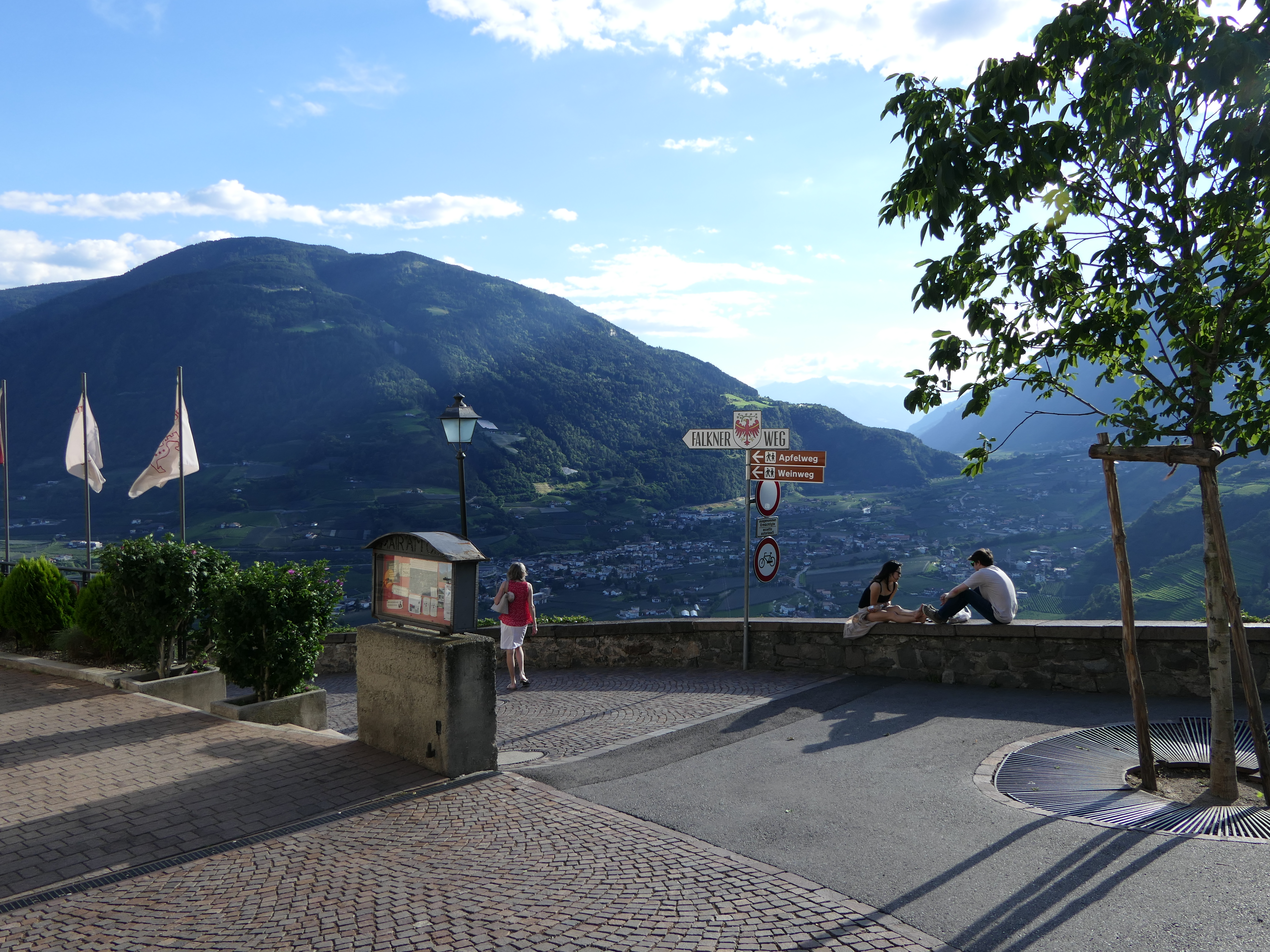
Oberer Zugang zum Falknerweg

### Essen und Trinken
Die zahlreichen Gastronomiebetriebe bieten alpine und mediterrane Küche gleichermaßen an. Das Angebot reicht von Berggasthöfen und Almen über Jausenstationen und Törggelekeller bis hin zur Haubengastronomie.
Aufgrund seiner geografischen Lage und des milden Klimas eignet sich Tirol als Anbaugebiet für qualitativ hochwertige Weine wie dem Südtiroler Lagrein oder Vernatsch aber auch für Rebsorten wie Blauburgunder, Silvaner und Merlot. Tirol ist Teil eines der ältesten Weinanbaugebiete Südtirols; bereits zu römischer Zeit wurde hier Wein angebaut. Weinbergseminare, in denen Interessierte Wissenswertes über den Wein, seine Geschichte, den Anbau, die Ernte, die verschiedenen Sorten und seine Vermarktung erfahren, sind Teil des touristischen Angebotes.

### Veranstaltungen
Brauchtum und Tradition werden in Tirol aktiv gepflegt. Parallel dazu entwickelte sich eine zeitgenössische Kultur in Form von Veranstaltungen wie dem Tiroler Kulturfrühling, im Rahmen dessen regionale Bands und Kapellen den Besuchern Volksmusik in neuem Gewand präsentieren. In den Sommermonaten finden die Soireen auf Schloss Tirol statt, bei denen nationale und internationale Ensembles im Rittersaal musikalische Werke des Mittelalters, der Renaissance und des Frühbarock darbieten. Im Herbst stehen Themenwochen wie „Genuss-Herbst“ oder „Herbstliches Törggelewandern“ im Mittelpunkt: Besucher erfahren etwas über den Wein oder können bei geführten Wanderungen durch die herbstlichen Wälder teilnehmen. Die Veranstaltungsreihe „VinoCulti“, die alljährlich im Herbst über die Bühne geht, steht ebenfalls im Zeichen des Weines.

## Wirtschaft
Der Fremdenverkehr ist der Hauptwirtschaftszweig Dorf Tirols. So werden in der Gemeinde Tirol etwa 90 % des Bruttosozialprodukts aus dem Tourismus geschöpft. Die zahlreichen Beherbergungsbetriebe – vom Fünf-Sterne-Haus über Frühstückspensionen, Ferienwohnungen bis hin zu Bauernhöfen – sorgen jährlich für rund 700.000 Übernachtungen. Bis in die 1980er Jahre gab es im Ort ein Naturfreundehaus.

## Verkehr
Tirol bietet eine Luftseilbahn, die Hochmuterbahn, die hinauf zu den Muthöfen führt, von wo aus man zur Mutspitze wandern kann. Die Talstation befindet sich im Norden des Ortes. Zudem gibt es am südlichen Rand Tirols den Panoramalift Meran–Dorf Tirol, der hinunter nach Meran führt. Sowohl die Talstation der Hochmuterbahn, als auch die Bergstation des Panoramalifts, sind mit einer durchgehenden Buslinie angebunden, die die Verbindung zum zentralen Busbahnhof im Ort herstellt. Vom Busbahnhof aus gibt es ebenso eine Verbindung hinunter nach Meran.

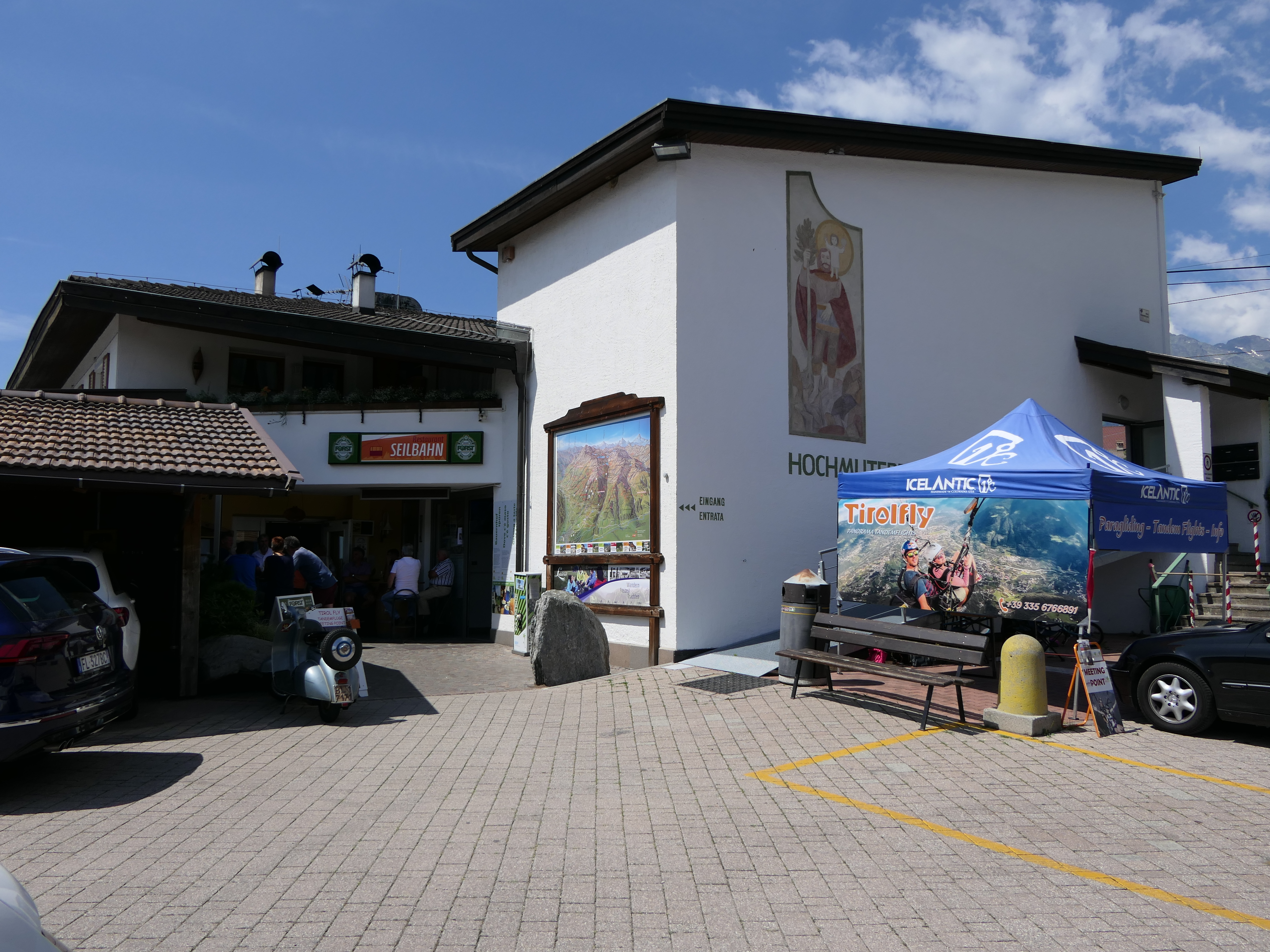
Talstation der Hochmuterbahn
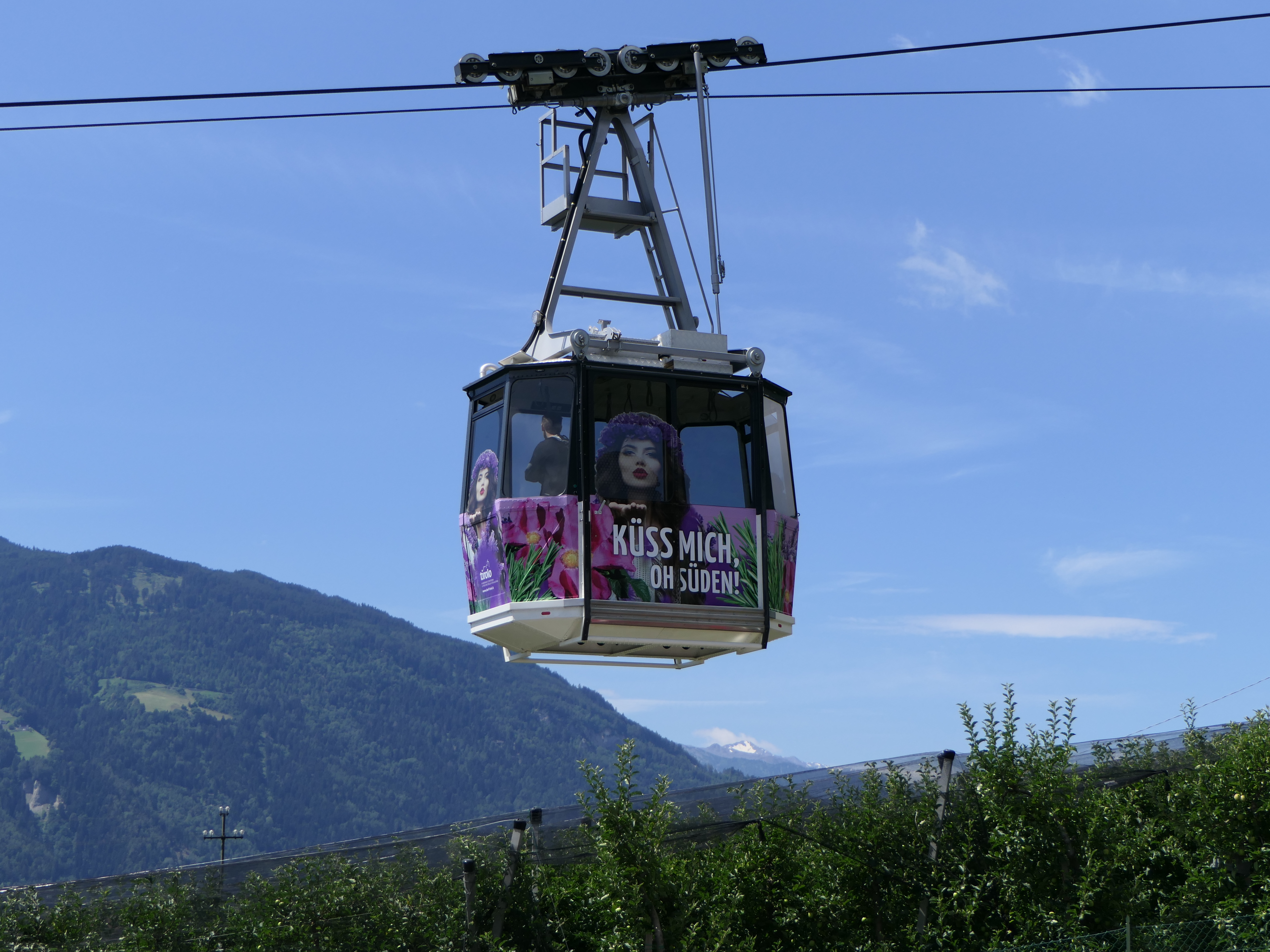
Kabine der Hochmuterbahn
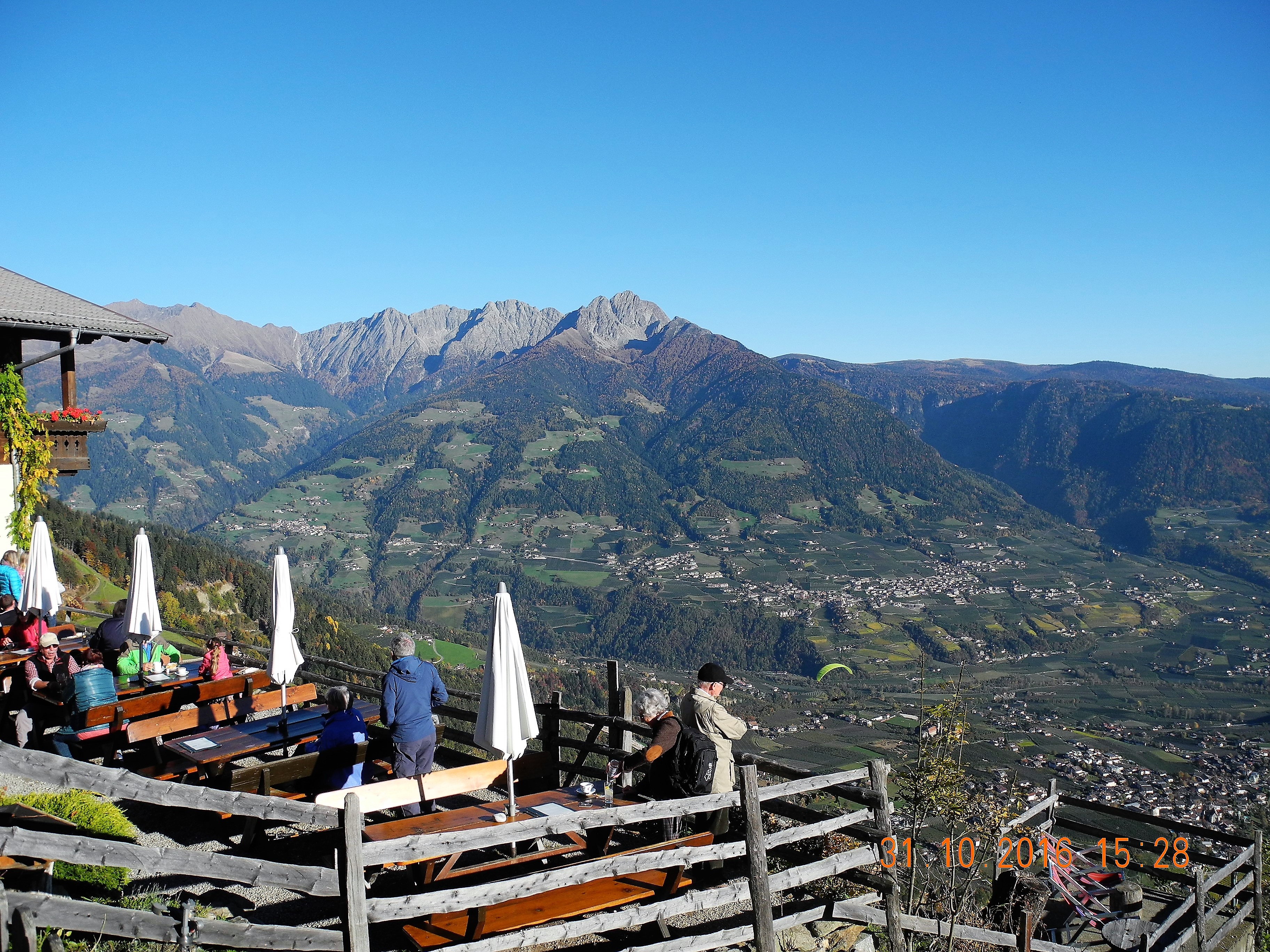
Blick von der Hochmuth-Bergstation
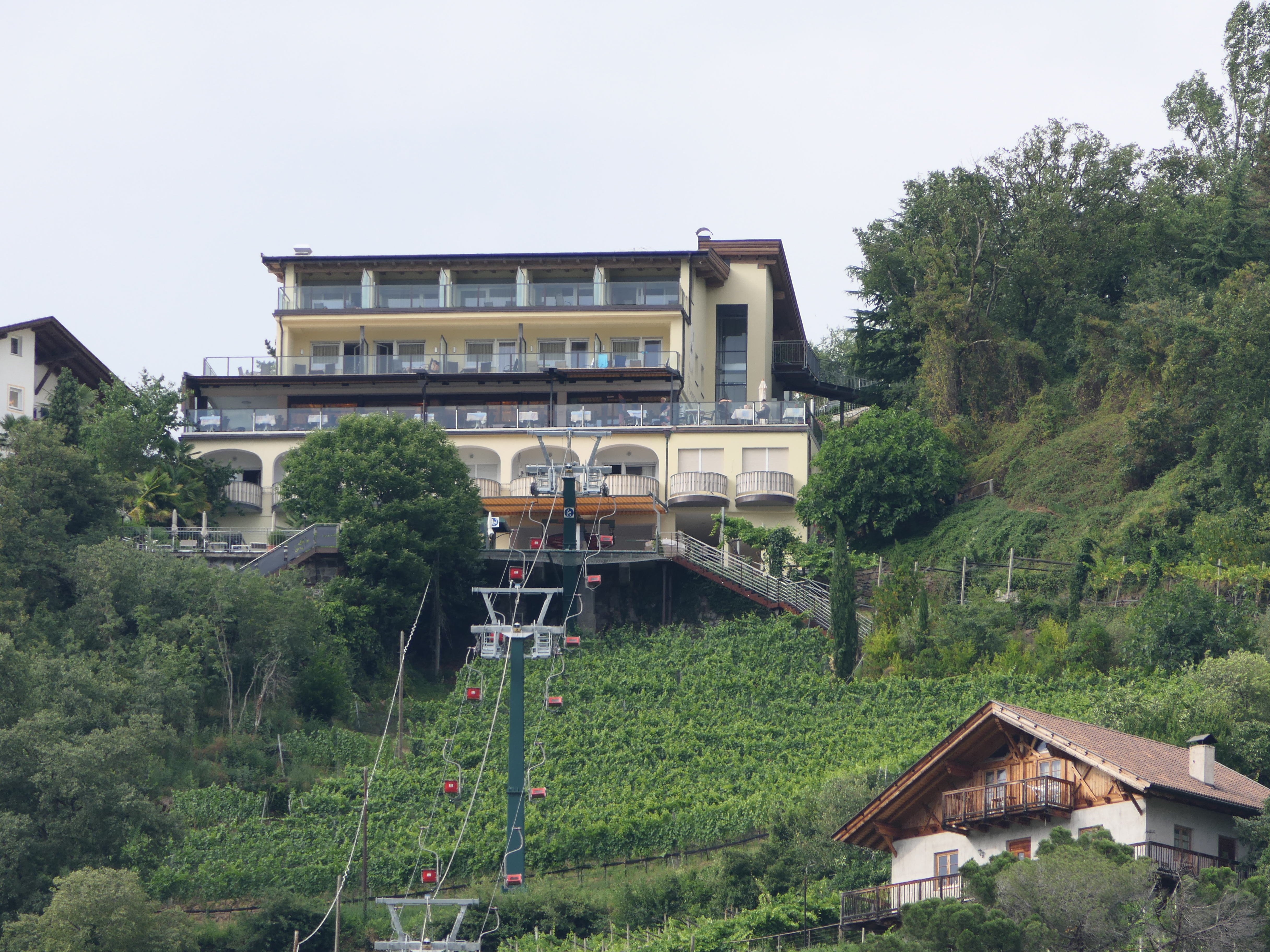
Bergstation des Sessellifts
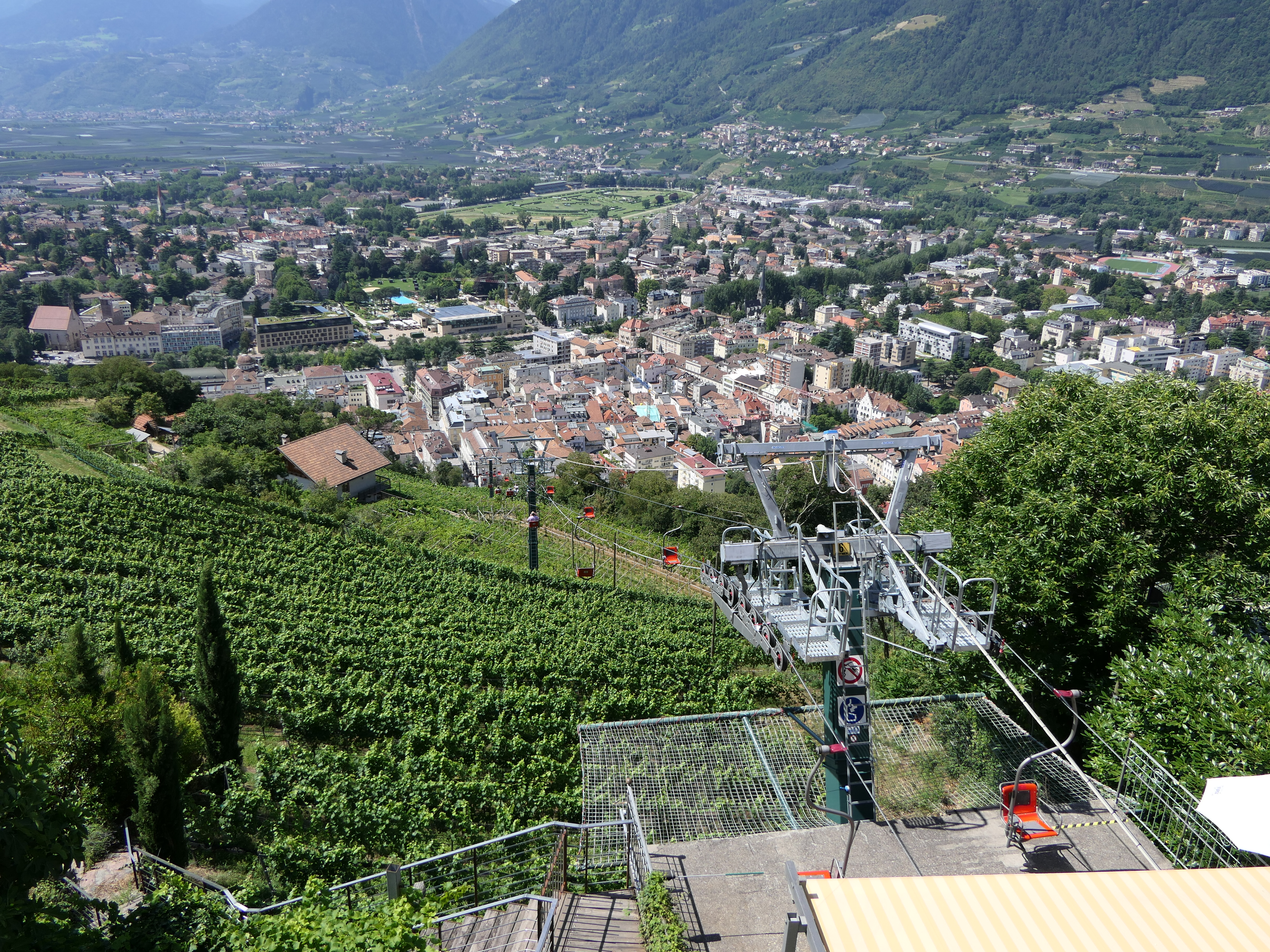
Blick von der Bergstation des Sessellifts auf Meran
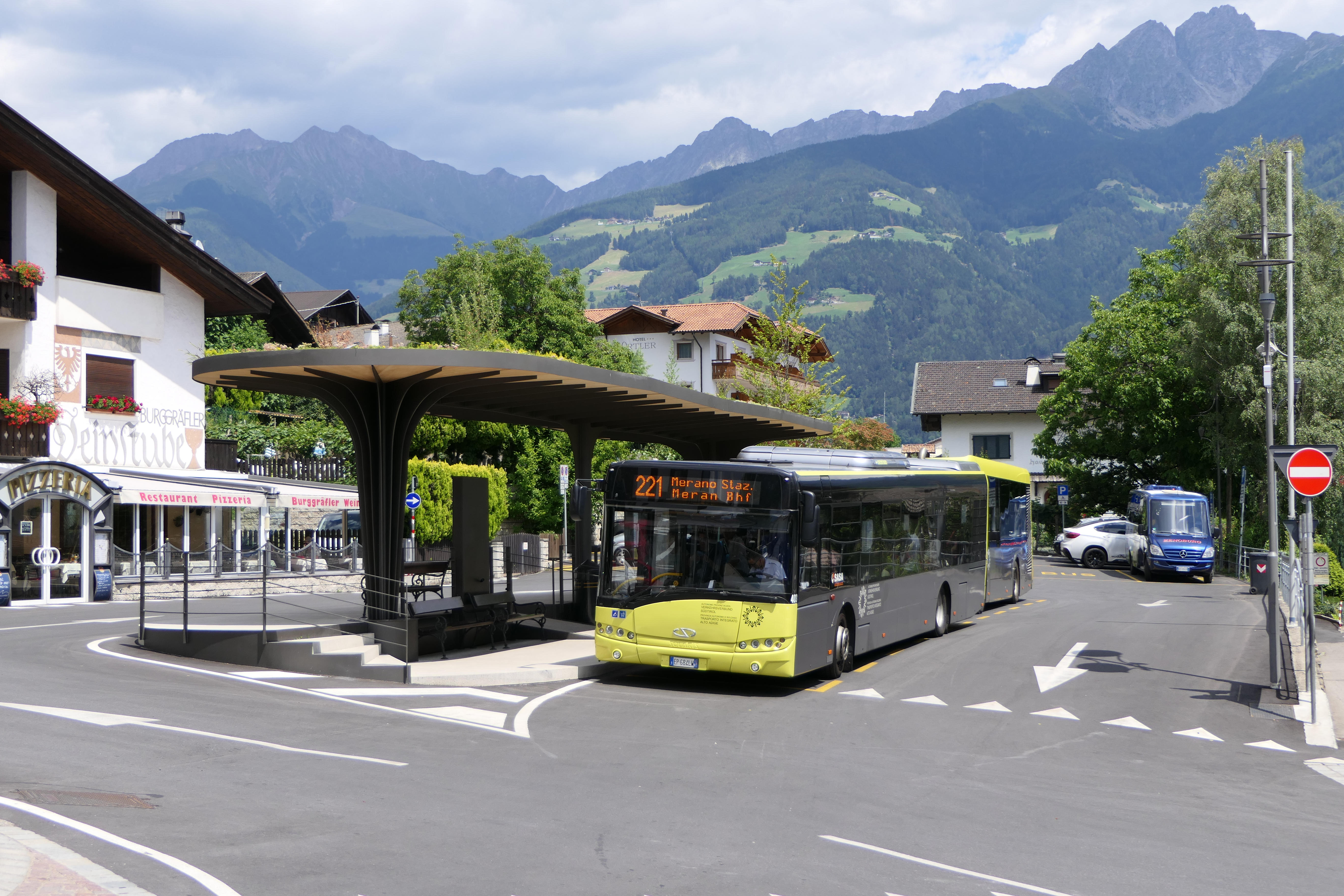
Busbahnhof

## Persönlichkeiten
- Ezra Pound (1885–1972), amerikanischer Dichter, 1958–1962 auf der Brunnenburg wohnhaft
- Hans Norman Falkner (1906–1988), Stifter der Falknerpromenade (Falknerweg)
- Josef Tscholl (1928–2018), römisch-katholischer Priester und Professor an der Phil.-Theol. Hochschule in Brixen
- Luis Zagler (* 1954), deutschsprachiger Dramatiker und Autor
- Sabine Lamprecht (1967–2006), Fotomodel